# Lijst van voetbalinterlands Oostenrijk - Verenigde Staten
Deze lijst van voetbalinterlands is een overzicht van alle officiële voetbalwedstrijden tussen de nationale teams van Oostenrijk en de Verenigde Staten. De landen speelden tot op heden drie keer tegen elkaar. De eerste ontmoeting was een groepswedstrijd tijdens het Wereldkampioenschap voetbal 1990 op 19 juni 1990 in Florence (Italië). Het laatste duel, een vriendschappelijke wedstrijd werd gespeeld in Wenen op 19 november 2013.

## Wedstrijden
| № | Plaats   | Datum            | Competitie        | Wedstrijd                     | Uitslag |
| - | -------- | ---------------- | ----------------- | ----------------------------- | ------- |
| 1 | Florence | 19 juni 1990     | WK 1990           | Oostenrijk – Verenigde Staten | 2 – 1   |
| 2 | Wenen    | 22 april 1998    | Vriendschappelijk | Oostenrijk – Verenigde Staten | 0 – 3   |
| 3 | Wenen    | 19 november 2013 | Vriendschappelijk | Oostenrijk − Verenigde Staten | 1 − 0   |

## Samenvatting
| Competitie        | Totaal gespeeld | Winst Oostenrijk | Gelijk | Winst Verenigde Staten | Doelsaldo Oostenrijk – Verenigde Staten |
| ----------------- | --------------- | ---------------- | ------ | ---------------------- | --------------------------------------- |
| WK-eindronde      | 1               | 1                | 0      | 0                      | 2 − 1                                   |
| Vriendschappelijk | 2               | 1                | 0      | 1                      | 1 − 3                                   |
| Totaal            | 3               | 2                | 0      | 1                      | 3 − 4                                   |

## Details

### Eerste ontmoeting
| WK 1990 (Florence, Italië, 19 juni 1990): |              | |
| Oostenrijk | 2 – 1        | Verenigde Staten |
| Andreas Ogris 49' Gerhard Rodax 63' | goals        | 83' Bruce Murray |
| Josef Hickersberger | bondscoach   | Bob Gansler |
| Klaus Lindenberger Ernst Aigner Robert Pecl Anton Pfeffer Peter Artner Michael Streiter Manfred Zsak Andreas Herzog Andreas Ogris Toni Polster 46' Gerhard Rodax 84' | opstellingen | Tony Meola John Doyle 55' Jimmy Banks Mike Windischmann Tab Ramos Desmond Armstrong Bruce Murray Marcelo Balboa 70' Paul Caligiuri John Harkes Peter Vermes |
| Andreas Reisinger 46' Gerald Glatzmayer 84' | wissels      | 55' Eric Wynalda 70' Brian Bliss |
| Manfred Zsak 21' Robert Pecl 31' Andreas Reisinger 50' Klaus Lindenberger 84'                                                                                        | gele kaarten | 26' Paul Caligiuri 28' Jimmy Banks 42' Bruce Murray |
| Peter Artner 34' | rode kaarten | |

### Tweede ontmoeting
| Vriendschappelijk (Wenen, Oostenrijk, 22 april 1998): |              | |
| Oostenrijk | 0 – 3        | Verenigde Staten |
| | goals        | 54' Frankie Hedjuk 89' Brian McBride 90+3' Claudio Reyna |
| Herbert Prohaska | bondscoach   | Steve Sampson |
| Michael Konsel 46' Harald Cerny 57' Peter Schöttel Martin Hiden Anton Pfeffer 46' Roman Mählich Ivica Vastić Dietmar Kühbauer Toni Polster 57' Andreas Herzog 57' Gilbert Prilasnig 46' | opstellingen | Kasey Keller Mike Burns Thomas Dooley Eddie Pope Cobi Jones 90+2' Claudio Reyna Chad Deering 70' Brian Maisonneuve 80' Frankie Hejduk 87' Earnest Stewart 46' David Wagner |
| Franz Wohlfahrt 46' Walter Kogler 46' Martin Amerhauser 46' Markus Schopp 57' Mario Haas 57' Hannes Reinmayr 57'                                                                        | wissels      | 46' Brian McBride 70' Preki Radosavljevic 80' John O'Brien 87' Jeff Agoos 90+2' Roy Wegerle                                                                                |
| Ivica Vastić 34' | gele kaarten | |

### Derde ontmoeting
| Vriendschappelijk (Wenen, Oostenrijk, 19 november 2013): |              | |
| Oostenrijk | 1 – 0        | Verenigde Staten |
| Marc Janko 33' | goals        | |
| Marcel Koller | bondscoach   | Jürgen Klinsmann |
| Robert Almer György Garics Aleksandar Dragović Martin Hinteregger Christian Fuchs Martin Harnik 70' Christoph Leitgeb 90+2' Lukas Hinterseer 85' David Alaba 72' Marko Arnautović Marc Janko 68' | opstellingen | Tim Howard 80' Geoff Cameron Omar Gonzalez John Anthony Brooks 90' DaMarcus Beasley 76' Alejandro Bedoya Michael Bradley 56' Aron Jóhannsson 67' Jermaine Jones Brek Shea Jozy Altidore |
| Veli Kavlak 68' Andreas Ivanschitz 72' Florian Klein 80' Philipp Zulechner 85' Kevin Wimmer 90+2'                                                                                                | wissels      | 56' Mikkel Diskerud 67' Terrence Boyd 76' Sacha Kljestan 80' Eric Lichaj 90' Chris Wondolowski                                                                                          |
| - Debuut van Kevin Wimmer (FC Köln), Lukas Hinterseer (FC Wacker Innsbruck), Philipp Zulechner (SV Grödig) en Martin Hinteregger (Red Bull Salzburg) voor Oostenrijk.                            |              | |

ÖFB · A-internationals · Selecties · Bondscoaches · Oostenrijks vrouwenelftal · Olympisch elftal · Oostenrijk U21 · Oostenrijk U20 · Oostenrijk U19 · Oostenrijk U18 · Oostenrijk U17 · Oostenrijk U16 · Vrouwen U17
1902 – 1919 ·
1920 – 1929 ·
1930 – 1939 ·
1940 – 1949 ·
1950 – 1959 ·
1960 – 1969 ·
1970 – 1979 ·
1980 – 1989 ·
1990 – 1999 ·
2000 – 2009 ·
2010 – 2019 ·
2020 – 2029
EK's: 2008 · 
2016 · 
2020 · 
2024
WK's: 1934 · 
1954 · 
1958 · 
1978 · 
1982 · 
1990 · 
1998
OS: 1912 ·
1936 ·
1948 ·
1952
1902 · 
1903 · 
1904 · 
1905 · 
1906 · 
1907 · 
1908 · 
1909 · 
1910 · 
1911 · 
1912 · 
1913 · 
1914 · 
1915 · 
1916 · 
1917 · 
1918 · 
1919 · 
1920 · 
1921 · 
1922 · 
1923 · 
1924 · 
1925 · 
1926 · 
1927 · 
1928 · 
1929 · 
1930 · 
1931 · 
1932 · 
1933 · 
1934 · 
1935 · 
1936 · 
1937 · 
1938 · 1939 · 1940 · 1941 · 1942 · 1943 · 1944 · 1945 · 
1946 · 
1947 · 
1948 · 
1949 · 
1950 · 
1952 · 
1952 · 
1953 · 
1954 · 
1955 · 
1956 · 
1957 · 
1958 · 
1959 · 
1960 · 
1961 · 
1962 · 
1963 · 
1964 · 
1965 · 
1966 · 
1967 · 
1968 · 
1969 · 
1970 · 
1971 · 
1972 · 
1973 · 
1974 · 
1975 · 
1976 · 
1977 · 
1978 · 
1979 · 
1980 · 
1981 · 
1982 · 
1983 · 
1984 · 
1985 · 
1986 · 
1987 · 
1988 · 
1989 · 
1990 ·
1991 · 
1992 · 
1993 · 
1994 · 
1995 · 
1996 · 
1997 · 
1998 · 
1999 · 
2000 · 
2001 · 
2002 · 
2003 · 
2004 · 
2005 · 
2006 · 
2007 · 
2008 · 
2009 · 
2010 · 
2011 · 
2012 · 
2013 · 
2014 · 
2015 · 
2016 · 
2017 · 
2018 · 
2019 · 
2020 · 
2021 ·
2022
Albanië ·
Algerije ·
Andorra ·
Argentinië ·
Azerbeidzjan ·
België ·
Bosnië en Herzegovina ·
Brazilië ·
Bulgarije ·
Canada ·
Chili ·
Costa Rica ·
Cyprus ·
Denemarken ·
DDR ·
Duitsland ·
Egypte ·
Engeland ·
Estland ·
Faeröer ·
Finland ·
Frankrijk ·
Georgië ·
Ghana ·
Griekenland ·
Hongarije ·
Ierland ·
IJsland ·
Iran ·
Israël ·
Italië ·
Ivoorkust ·
Japan ·
Joegoslavië ·
Kameroen ·
Kazachstan ·
Kroatië ·
Letland ·
Liechtenstein ·
Litouwen ·
Luxemburg ·
Malta ·
Moldavië ·
Montenegro ·
Nederland ·
Nigeria ·
Noord-Ierland ·
Noord-Macedonië ·
Noorwegen ·
Oekraïne ·
Paraguay ·
Peru ·
Polen ·
Portugal ·
Roemenië ·
Rusland ·
San Marino ·
Schotland ·
Servië ·
Slovenië ·
Slowakije ·
Sovjet-Unie ·
Spanje ·
Trinidad en Tobago ·
Tsjechië ·
Tsjecho-Slowakije ·
Tunesië ·
Turkije ·
Uruguay ·
Venezuela ·
Verenigde Staten ·
Wales ·
Wit-Rusland ·
Zweden ·
Zwitserland
Algerije (1982) · 
Chili (1982) · 
Duitsland (2008) · 
Frankrijk (1982) · 
Hongarije (2016) · 
Italië (2021) · 
Kroatië (2008) · 
Nederland (2021) · 
Noord-Ierland (1982) · 
Noord-Macedonië (2021) · 
Oekraïne (2021) · 
Polen (2008) ·  
Portugal (2016) · 
West-Duitsland (1982)
USSF · A-internationals · Selecties · Bondscoaches · Amerikaans vrouwenelftal · Olympisch elftal · USA -21 · USA -20 · USA -19 · USA -18 · USA -17
1885 – 1919 · 
1920 – 1929 · 
1930 – 1939 · 
1940 – 1949 · 
1950 – 1959 · 
1960 – 1969 · 
1970 – 1979 · 
1980 – 1989 · 
1990 – 1999 · 
2000 – 2009 · 
2010 – 2019 ·
2020 − 2029
CA 1993 · 
CA 1995 · 
CA 2007 · 
CA 2016
CC 1992 · 
CC 1999 · 
CC 2003 · 
CC 2009
WK 1930 · 
WK 1934 · 
WK 1950 · 
WK 1990 · 
WK 1994 · 
WK 1998 · 
WK 2002 · 
WK 2006 · 
WK 2010 · 
WK 2014
OS 1904 · 
OS 1924 · 
OS 1928 · 
OS 1936 · 
OS 1948 · 
OS 1952 · 
OS 1956 · 
OS 1972 · 
OS 1984 · 
OS 1988 · 
OS 1992 · 
OS 1996 · 
OS 2000 · 
OS 2008
Algerije ·
Antigua en Barbuda ·
Argentinië ·
Armenië ·
Australië ·
Azerbeidzjan ·
Barbados ·
België ·
Belize ·
Bermuda ·
Bolivia ·
Bosnië en Herzegovina ·
Brazilië ·
Canada ·
Chili ·
China ·
Colombia ·
Costa Rica ·
Cuba ·
Curaçao ·
Denemarken ·
DDR ·
Duitsland ·
Ecuador ·
Egypte ·
El Salvador ·
Engeland ·
Estland ·
Finland ·
Frankrijk ·
Ghana ·
GOS ·
Grenada ·
Griekenland ·
Guatemala ·
Guyana ·
Haïti ·
Honduras ·
Hongarije ·
Ierland ·
IJsland ·
Iran ·
Israël ·
Italië ·
Ivoorkust ·
Jamaica ·
Japan ·
Joegoslavië ·
Kaaimaneilanden ·
Kameroen ·
Koeweit ·
Letland ·
Liechtenstein ·
Luxemburg ·
Malta ·
Marokko ·
Martinique ·
Mexico ·
Moldavië ·
Nederland ·
Nederlandse Antillen ·
Nicaragua ·
Nieuw-Zeeland ·
Nigeria ·
Noord-Ierland ·
Noord-Korea ·
Noord-Macedonië ·
Noorwegen ·
Oekraïne ·
Oezbekistan ·
Oman ·
Oostenrijk ·
Panama ·
Paraguay ·
Peru ·
Polen ·
Portugal ·
Puerto Rico ·
Qatar ·
Roemenië ·
Rusland ·
Saint Kitts en Nevis ·
Saint Vincent en de Grenadines ·
Saoedi-Arabië ·
Schotland ·
Servië ·
Slovenië ·
Slowakije ·
Sovjet-Unie ·
Spanje ·
Thailand ·
Trinidad en Tobago ·
Tsjechië ·
Tsjecho-Slowakije ·
Tunesië ·
Turkije ·
Uruguay ·
Venezuela ·
Wales ·
Zuid-Afrika ·
Zuid-Korea ·
Zweden ·
Zwitserland
Algerije (2010) ·
België (2014) ·
Brazilië (2009, 2) ·
Duitsland (2014) ·
Engeland (2010) ·
Ghana (2006) · 
Ghana (2014) · 
Italië (2006) · 
Nederland (2022) ·
Portugal (2014) ·
Slovenië (2010) ·
Tsjechië (2006)